# Вербовский сельский совет (Нижнесерогозский район)
Вербовский сельский совет (укр. Вербівська сільська рада) — входит в состав Нижнесерогозского района Херсонской области Украины.
Административный центр сельского совета находится в с. Вербы.

## История
- 1944 — дата образования.

## Населённые пункты совета
- с. Вербы
- с. Зерновое
- с. Донцово
- с. Партизаны
- с. Чеховка